# Strombus gallus
Strombus gallus är en snäckart som beskrevs av Carl von Linné 1758. Strombus gallus ingår i släktet Strombus och familjen Strombidae. Inga underarter finns listade i Catalogue of Life.